# Gunter Hampel
Gunter Hampel (* 31. srpna 1937, Göttingen) je německý jazzový hudebník – multiinstrumentalista hrající na vibrafon, saxofon, klarinet, flétnu a klavír. Po dokončení studia architektury zahájil v roce 1958 svou profesionální hudební kariéru. Během své kariéry spolupracoval s mnoha hudebníky, mezi které patří například Anthony Braxton, Marion Brown, Perry Robinson nebo Cecil Taylor. V roce 1969 založil hudební vydavatelství Birth Records. Jeho manželkou byla zpěvačka Jeanne Lee.